# Say!!竭盡全力
《Say!!竭盡全力》（日语：Say!!いっぱい）是日本歌手小野惠令奈的第三張個人單曲，於2012年12月26日。

## 概要
與前作一樣，本單曲內之獨唱曲同樣由主唱小野惠令奈作詞。本單曲及獨唱曲之名稱與日語中「精一杯」（seiippai）發音相似，中文意思為「竭盡所能」。據其本人於報章訪問中表示，本單曲是要為那些竭盡全力努力的人打氣而創作。本單曲以通常盤、初回限定盤A、初回限定盤B、初回限定盤C，共四個形態發售。

## 相關消息
- 2012年11月9日，於官方同好會"えれ属"之會員電郵中透露其第三張個人單曲之製作正在進中。
- 2012年11月12日，於"えれ属"中宣佈其第三張個人單曲於12月26日推出[3]。

## 收錄曲目

### 通常盤
CD
1. Say!!いっぱい
2. Say!!いっぱい （off vocal ver.）

### 初回限定盤A 【表えれ盤】
CD
1. Say!!いっぱい
2. えれぴょん りみっくす
3. Say!!いっぱい （off vocal ver.）

DVD
1. Say!!いっぱい　MUSIC VIDEO
2. Say!!いっぱい　MAKING

### 初回限定盤B 【裏えれ盤】
CD
1. Say!!いっぱい
2. ロミオとシンデレラ
3. Say!!いっぱい （off vocal ver.）

### 初回限定盤C 【友達になりたい盤】
CD
1. Say!!いっぱい
2. ヒミツ
3. Say!!いっぱい （off vocal ver.）
4. ヒミツ （off vocal ver.）

## 外部連結
- Warner Music Japan（日語）
- YouTube上的小野恵令奈 - 「Say!!いっぱい」（2012年12月26日（水）発売） SPOT映像（warnermusicjapan）（日語）